# Metromonadea
Metromonadea es un pequeño grupo de protistas de filo Cercozoa que incluye organismos marinos biflagelados, móviles por deslizamiento y predadores de otros eucariotas. No tienen teca, pero su superficie presenta un recubrimiento de una o dos capas que puede extenderse hasta los flagelos. Presentan extrusomas fuertemente elongados.
Metromonadea comprende actualmente tres géneros agrupados en dos subgrupos:  Metopiida y Metromonadida. El agrupamiento es consistente con los datos moleculares y con ciertas similitudes ultraestructurales.